# Río Yauziak (Vagái)
El río Yauziak (del ruso: Яузяк) discurre por el óblast de Tiumén, en Rusia. Es un afluente por la ribera izquierda del río Vagái, que lo es del río Irtish y éste a su vez del río Obi. Cuya cuenca hidrográfica pertenece.

## Geografía
Su curso tiene 48 km de longitud y su cuenca 513 km². Nace a unos 82 m sobre el nivel del mar en el lago Verjni Kashkul (entre los pantanos Dikoye y Chistoye). Se dirige hacia el nordeste en todo su curso, pasando por los lagos Sredni Kashkul, Mali Kashkul (curso superior) y Bolshoye Shchuche (curso medio, 1.5 km más abajo en su curso recibe por la izquierda a su principal afluente, el Marataika), antes de desembocar a 52 m de altura en el Vagái 3 km al suroeste de Beguitino, a 201 km de su desembocadura en el río Irtish en Vagái. No hay localidades en su curso.